# Georg Honigmann (Journalist)

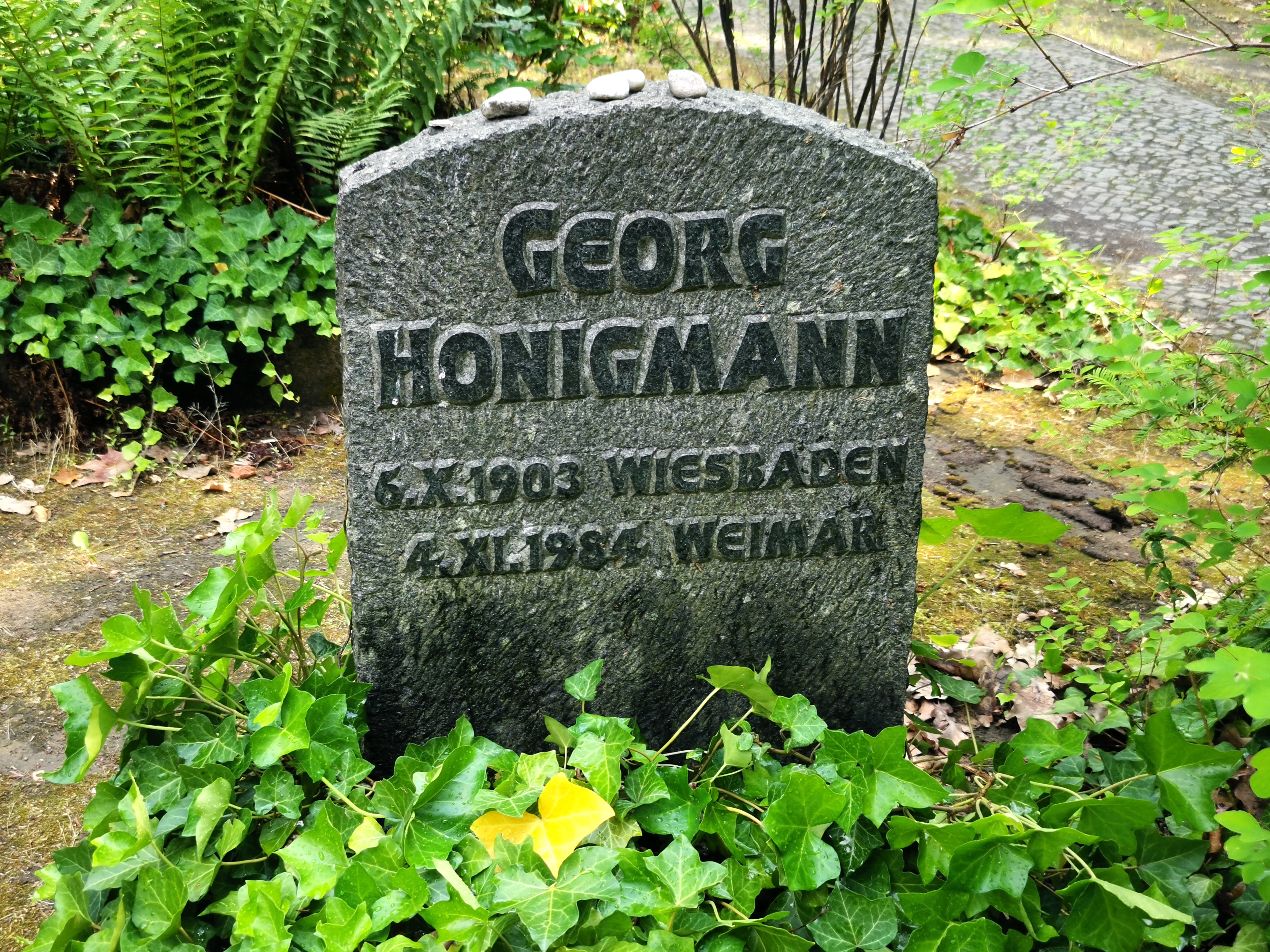
Grab auf dem Jüdischen Friedhof Berlin-Weißensee, Feld Z 1

Georg Friedrich Wolfgang Honigmann (* 6. Oktober 1903 in Wiesbaden; † 4. November 1984 in Weimar) war ein deutscher Journalist.

## Leben
Honigmann war Sohn des jüdischen Arztes (und späteren Professors in Gießen) Georg Honigmann. Nach dem Abitur an der Odenwaldschule studierte er von 1923 bis 1927 Philosophie und Germanistik in Berlin, Breslau, Prag und Gießen. In Gießen wurde er 1929 mit einer Arbeit über Die sozialen und politischen Ideen im Weltbild Georg Büchners zum Dr. phil. promoviert. Anschließend arbeitete er als Journalist in Frankfurt am Main und Düsseldorf, bis 1933 dann als Korrespondent der Vossischen Zeitung in Berlin.
Nach der Machtübernahme der Nationalsozialisten emigrierte Honigmann 1933 nach London und arbeitete dort bis 1946 als freier Journalist und Redakteur bei der Exchange Telegraph Co. und Chef des European Service von Reuters. Nach Kriegsende ging er im Mai 1946 auf Wunsch der britischen Control Commission for Germany zurück nach Berlin, wo er allerdings bald in den sowjetischen Sektor wechselte. Dort schrieb er zunächst für die Tägliche Rundschau und von Februar 1947 bis zur Einstellung im Februar 1948 war er gemeinsam mit Ewald Mendel und Emil Crüger Lizenzträger und Redakteur der Tageszeitung Berlin am Mittag. 1948/49 war er als stellvertretender Chefredakteur der Berliner Zeitung tätig, von 1949 bis 1953 dann als Chefredakteur der BZ am Abend.
1953 wechselte Honigmann zur DEFA und leitete dort bis Ende 1962 die Produktion der Kurzfilmreihe Das Stacheltier, die zweiwöchentlich für den Kinoeinsatz gedreht wurde und sich satirisch mit dem DDR-Alltag und den Entwicklungen in der BRD befasste.
Von 1963 bis 1968 war Honigmann Direktor des Ostberliner Kabaretts Die Distel; anschließend war er freischaffender Autor und verfasste politische Sachbücher.
Im englischen Exil heiratete Honigmann seine erste Frau Ruth, die er bereits aus der Odenwaldschule kannte. In den Exilkreisen in London lernte er seine zweite Ehefrau Lizzy (Alice Kohlmann 1910–1991) kennen, die von 1934 bis 1946 mit Kim Philby verheiratet war. In der DDR arbeitete Lizzy Honigmann als Synchronregisseurin bei der DEFA. Die beiden heirateten in Berlin, aus der Ehe ging die Tochter Barbara Honigmann hervor. In dritter Ehe war Honigmann mit der Sängerin und Schauspielerin Gisela May (die auch in seinen „Stacheltier“-Filmen mitwirkte), in vierter Ehe mit der Kunsthistorikerin Liselotte Honigmann-Zinserling verheiratet.
In der DDR wurde Honigmann mit der Franz-Mehring-Ehrennadel, zweimal mit dem Heinrich-Greif-Preis sowie 1963 mit dem Silbernen Lorbeer des Deutschen Fernsehfunks geehrt.
Sein Grab befindet sich auf dem Jüdischen Friedhof Berlin-Weißensee.

## Werke
Buchpublikationen:
- Meta Sauerbiers Plauderstündchen. Volkswahlausschuß der Nationalen Front, Berlin 1954 (illustriert von Elizabeth Shaw)
- (mit Hans Harnisch und Eva Seemann) Vom Stacheltier gepiekt… Henschel, Berlin 1960 (illustriert von Wilmar Riegenring)
- Chef weist an oder der Fall des William Randolph Hearst. Verlag der Nation, Berlin 1972 (7. erweiterte Auflage 1984)
- Kapitalverbrechen oder der Fall des Geheimrats Hugenberg. Verlag der Nation, Berlin 1976

Filme (als Autor):
- 1953–1962: Das Stacheltier (verschiedene Kurzfilme) – Regie: Richard Groschopp, Kurt Jung-Alsen, Harald Röbbeling, Erich Gusko, Karl-Heinz Bohm, Frank Beyer u. a.
- 1963: Die Geschäfte des Axel Caesar Springer